# Ivan Djurovic
Ivan Djurovic (* 20. Oktober 1986 in Des Plaines, Metropolregion Chicago, Illinois) ist ein US-amerikanischer Schauspieler, Filmschaffender und Synchronsprecher.

## Leben
Djurovic wurde am 20. Oktober 1986 in Des Plaines als Sohn von Miroslav und Magda Djurovic geboren. Seine Eltern waren 1971 aus Belgrad ausgewandert. Er hat einen Bruder. Mit 18 Jahren verließ er das elterliche Zuhause und fand 2006 den Weg nach Los Angeles. 2009 feierte er sein Fernsehdebüt in Episodenrollen in den Serien 1000 Wege, ins Gras zu beißen, 24 – Twenty Four und Lost Tapes. Es folgten mehrere Rollen in Kurz- und Spielfilmproduktionen. Im Low-Budget-Tierhorrorfilm Zoombies – Der Tag der Tiere ist da! verkörperte er die Rolle eines Gorillas namens Kifo. 2018 spielte er in einer Nebenrolle mit Avengers Grimm 2 – Time Wars in einem weiteren Low-Budget-Film mit. Ab 2021 folgten mehrere Kurzfilme, an denen er auch teilweise in filmschaffender Funktion tätig war. Im selben Jahr übernahm er mit der Rolle des Jack Redford eine der Hauptrollen im Fernsehfilm Psycho Storm Chaser.
Seit 2016 ist er als Produzent, Drehbuchautor, Regisseur und Editor für Kurz- und Spielfilme tätig.

## Filmografie (Auswahl)

### Schauspieler
- 2009: 1000 Wege, ins Gras zu beißen (1000 Ways to Die, Fernsehdokuserie, Episode 1x04)
- 2009: 24 – Twenty Four (24, Fernsehserie, Episode 7x24)
- 2009: Lost Tapes (Fernsehserie, 2 Episoden, verschiedene Rollen)
- 2009: The LBC: Smile Now, Cry Later
- 2009: Postcards (Kurzfilm)
- 2010: The Adventures of Noah Sife Movie
- 2011: 51
- 2012: Under the Bed – Es lauert im Dunkeln (Under the Bed)
- 2014: Don't Talk in the Kitchen Presents (Fernsehserie, Episode 1x04)
- 2015: What No One Tells the Bride (Fernsehfilm)
- 2016: Zoombies – Der Tag der Tiere ist da! (Zoombies)
- 2016: It Watches
- 2017: Zeit der Sehnsucht (Days of Our Lives , Fernsehserie, Episode 1x13000)
- 2017: Alternative Lifestyle (Miniserie, Episode 2x10)
- 2017: Kung Fu Theater
- 2018: Avengers Grimm 2 – Time Wars (Avengers Grimm: Time Wars)
- 2019: SEAL Team (Fernsehserie, Episode 3x03)
- 2020: Someone's at Your Door (Kurzfilm)
- 2021: Fire Side Chat (Kurzfilm)
- 2021: Show Us Responding (Kurzfilm)
- 2021: Baba Roga (Kurzfilm)
- 2021: A Real Killjoy (Kurzfilm)
- 2021: Psycho Storm Chaser (Fernsehfilm)
- 2021: The Ritual (Kurzfilm)
- 2021: Ba – Na – Na (Kurzfilm)
- 2021: Abigail (Kurzfilm)
- 2021: Wakeup (Kurzfilm)
- 2022: Chicago Fire (Fernsehserie, Episode 10x19)

### Filmschaffender
- 2016: It Watches (Produktion, Drehbuch)
- 2021: Fire Side Chat (Kurzfilm; Produktion, Drehbuch, Regie, Schnitt)
- 2021: Baba Roga (Kurzfilm; Produktion, Drehbuch, Regie, Schnitt)
- 2021: Psycho Storm Chaser (Fernsehfilm; Produktion, Drehbuch, Regie, Schnitt)
- 2021: Ba – Na – Na (Kurzfilm; Produktion, Drehbuch, Regie, Schnitt)

## Synchronisationen (Auswahl)
- 2009: 50 Cent: Blood on the Sand (Computerspiel)
- 2016: Escape from the Zoombies (Computerspiel)